# Базилика Святого Димитрия (Сремска-Митровица)
Базилика Святого Димитрия (серб. Базилика Светог Димитриjа) — католический собор в городе Сремска-Митровица, Сербия. Кафедральный собор епархии Срема, памятник архитектуры, имеет почётный статус малой базилики. Включён в реестр памятников культуры большого значения Сербии.

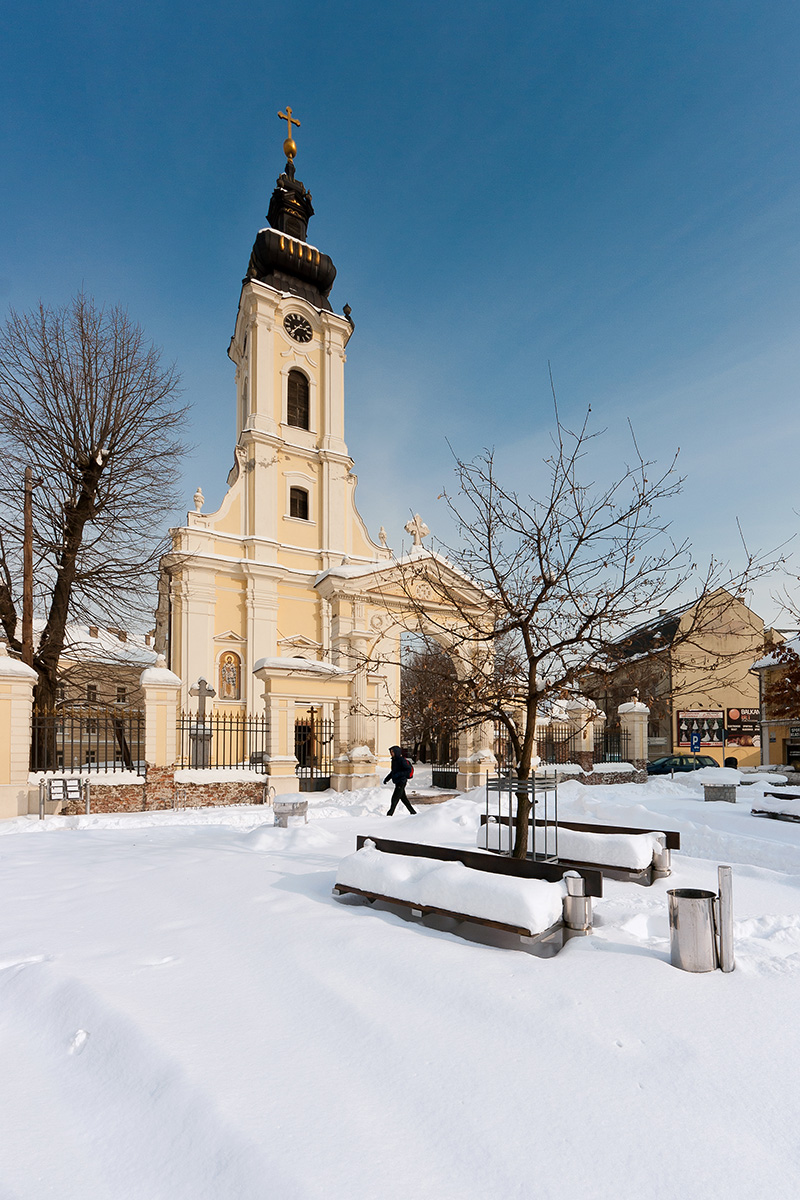

После отвоевания Срема у турок в начале XVIII века Габсбургской монархией была воссоздана католическая епархия Срема. В 1743 году воссоздан уничтоженный турками католический приход в Сремской Митровице.
Католическая церковь Святого Димитрия построена в 1811 году, освящена 30 июня 1811 года во имя святого Димитрия Солунского, покровителя Сремской Митровицы. В архитектуре храма доминируют черты классицизма. Храм имеет единственный неф, заканчивающийся полукруглой апсидой с южной стороны. Главный фасад храма расположен с северной стороны, увенчан высокой башней. В 1827 году к востоку от храма был возведён дом священника.
28 мая 1991 года получил почётный статус малой базилики. По данным на 2014 год собор св. Димитрия — один из двух католических храмов на территории Сербии с подобным статусом наряду с собором Святой Терезы Авильской в Суботице.
18 июня 2008 года была выделена отдельная Сремская епархия на территории Сербии, которая стала суффраганной по отношению к вновь образованной митрополии Джяково-Осиек на территории соседней Хорватии. Католическая церковь Святого Димитрия получила после этого статус кафедрального собора новой епархии.
Основной контингент прихожан — национальные меньшинства Воеводины: венгры, хорваты, словаки и др.